# أليس روزفلت ونغويرث
أليس روزفلت ونغويرث (بالإنجليزية: Alice Roosevelt Longworth) (و. 1884 – 1980 م) كانت كاتبة، ونجمة اجتماعية من الولايات المتحدة الأمريكية . ولدت في مدينة نيويورك .
هي الابنة الكبرى للرئيس الأمريكي ثيودور روزفلت وابنته الوحيدة من زوجته الأولى أليس هاثاواي لي روزفلت.
وهي عضوة في الحزب الجمهوري .
عاشت لونجورث حياة غير تقليدية ومثيرة للجدل. كان زواجها من النائب نيكولاس لونجورث الثالث، زعيم الحزب الجمهوري والرئيس الثامن والثلاثين لمجلس النواب الأمريكي، مهتزًا، وكانت طفلتها الوحيدة بولينا من علاقتها مع السيناتور ويليام بورا.

## روابط خارجية
- أليس روزفلت ونغويرث على موقع الموسوعة البريطانية (الإنجليزية)
- أليس روزفلت ونغويرث على موقع إن إن دي بي (الإنجليزية)